# Taiga Nishiyama
Taiga Nishiyama (japanisch 西山 大雅 Nishiyama Taiga; * 24. August 1999 in der Präfektur Kanagawa) ist ein japanischer Fußballspieler.

## Karriere
Nishiyama erlernte das Fußballspielen in der Jugendmannschaft der Yokohama F. Marinos. Hier unterschrieb er 2018 auch seinen ersten Profivertrag. Der Verein aus Yokohama spielte in der höchsten Liga des Landes, der J1 League. 2018 kam er zweimal im J. League Cup zum Einsatz. Im Februar 2019 lieh ihn der Viertligist ReinMeer Aomori FC aus. Für den Klub aus Aomori absolvierte er 49 Viertligaspiele. Nach Vertragsende bei den Marinos wechselte er im Januar 2022 nach Yokohama zum Erstligaabsteiger Yokohama FC. Am Ende der Saison 2022 feierte er mit Yokohama die Vizemeisterschaft der zweiten Liga und den Aufstieg in die erste Liga. Am Ende der Saison 2023 musste er mit Yokohama als Tabellenletzter wieder in die zweite Liga absteigen. Für Yokohama bestritt er ein Erstligaspiel. Im Januar 2024 wechselte er in die vierte Liga. Hier schloss er sich in Tochigi dem Tochigi City FC an. Am Ende der Saison 2024 feierte er mit Tochigi die Meisterschaft und den Aufstieg in die dritte Liga.

## Erfolge
Yokohama FC
- Japanischer Zweitligavizemeister: 2022  ▲

Tochigi City FC
- Japanischer Viertligameister: 2024  ▲